# Luka (2023)
Luka ist ein Filmdrama von Jessica Woodworth, das im Januar 2023 beim Internationalen Film Festival Rotterdam seine Premiere feierte. Der Film basiert auf dem Roman Die Tatarenwüste von Dino Buzzati, der erstmals 1976 verfilmt wurde. Der General aus dem Buch wurde durch eine Generalin ersetzt, gespielt von der Britin Geraldine Chaplin. In der Titelrolle ist der Niederländer Jonas Smulders zu sehen.

## Handlung
Luka, ein junger Soldat, der sich nach Kämpfen sehnt, macht sich auf den Weg nach Norden durch einsames Ödland zum legendären Fort Kairos, das Soldaten heldenhaft verteidigen. Dort steht ihnen angeblich eine Streitmacht gegenüber, wie man sie noch nicht gesehen, angeführt von einem wahnsinnigen Oberkommando. Sie selbst stehen unter dem Kommando einer Generalin. Luka und die anderen Soldaten warten darauf, Feinden aus dem Norden entgegenzutreten. 
Der neue Rekrut wird schnell in die Reihen aufgenommen und freundet sich mit Geronimo und Konstantin an. Zunächst wird Luka zu niederer Arbeit verurteilt. Sein Ehrgeiz ist es jedoch, ein Falke zu werden, ein Scharfschütze, der von der Mauer aus das Ödland nach Feinden absucht. Als Luka seinen geschickten Umgang mit dem Gewehr unter Beweis gestellt hat, verdient er sich seinen Platz in der Wache auf der Mauer. Die Feinde scheinen jedoch nie einzutreffen.
Als Luka im Feindesgebiet ein weißes Pferd erspäht und seinen Vorgesetzten davon berichtet, erklären sie ihm, das dies unmöglich ist.

## Literarische Vorlage
Der Film basiert auf dem Roman Die Tatarenwüste (Originaltitel Il deserto dei Tartari) von Dino Buzzati aus dem Jahr 1940. Im Deutschen wurde das Buch erstmals im Jahr 1942 in einer Übersetzung von Richard Hoffmann unter dem Titel Im vergessenen Fort veröffentlicht. Es folgte eine Reihe weiterer Übersetzungen. Zuletzt erschien er in einer Übersetzung von Percy Eckstein und Wendla Lipsius 2019 in der Reihe Die Andere Bibliothek des Aufbau Verlags.
Der stark von dem Gedicht Waiting for the Barbarians von Konstantinos Kavafis aus dem Jahr 1904 beeinflusste Roman erzählt die Geschichte eines jungen Offiziers, Giovanni Drogo, und seines Lebens, das er mit der Bewachung der Bastiani-Festung, einem Außenposten an einem Gebirgspass, verbrachte, und mit seinen Kameraden eine Grenze zu einem nicht näher bezeichneten Reich, die zur Tatarenwüste, überwachte. Das menschliche Bedürfnis, dem Leben einen Sinn zu geben, und der Wunsch des Soldaten nach Ruhm sind  die eigentlichen Themen des Romans. Die Tatarenwüste wurde von Le Monde auf der Liste der 100 Bücher des Jahrhunderts auf Platz 29 eingestuft. Als Buzzati das Buch schrieb, war er nach heutigen Maßstäben ein junger Mann, gerade einmal 34 Jahre alt.
Erstmals wurde der Roman von Valerio Zurlini unter seinem Titel Die Tatarenwüste verfilmt. In den Hauptrollen des 1976 angelaufenen Films spielten Jacques Perrin, Vittorio Gassman und Max von Sydow. Während Buzzati die Geschichte aus der alleinigen Sicht des Protagonisten Drogo erzählte, tat dies bereits Zurlini nicht mehr.

## Produktion

### Regie und Drehbuch

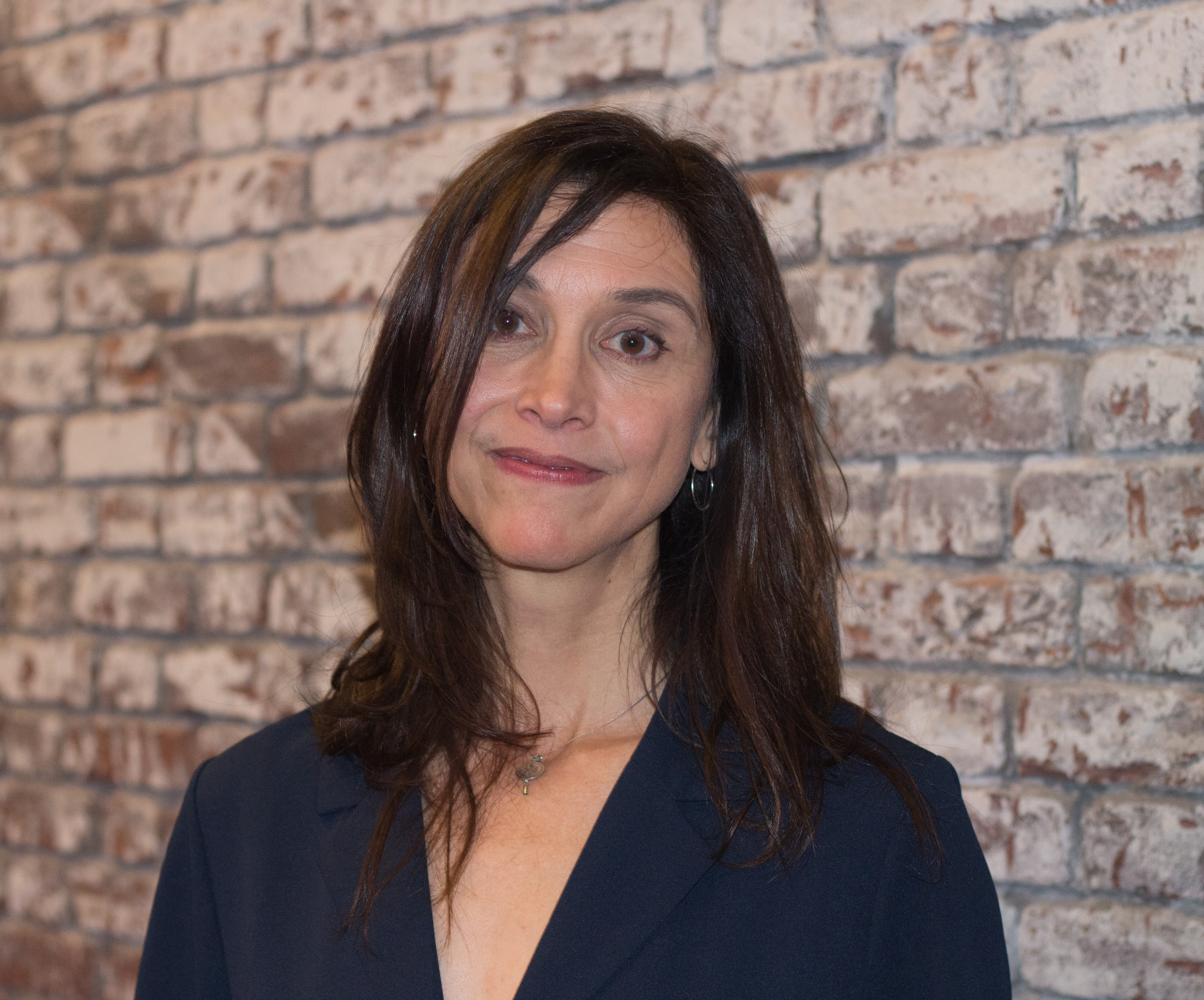
Regisseurin Jessica Woodworth

Regie führte Jessica Woodworth, die auch Buzzatis Roman für den Film adaptierte. Es handelt sich bei Luka nach The Virgin Diaries, Khadak, Altiplano, Die fünfte Jahreszeit, King of the Belgians und The Barefoot Emperor um die siebte Regiearbeit der Belgierin. Sie studierte Literatur in Princeton und Dokumentarfilm in Stanford. Woodworth produzierte den Film gemeinsam mit Peter Brosens, mit dem zusammen sie zuvor bei fünf Filmen Regie führte. Im Rahmen ihres Literaturstudiums lebte Woodworth eine Zeit lang in Italien, wo sie erstmals Buzzatis Roman las. Dieser habe für sie nie an Faszination verloren, und schon immer sei es ihr großer Wunsch gewesen, diesen zu verfilmen. Die Regisseurin kannte Geschichten über das Leben in der Armee, da viele der Mitglieder ihrer Großfamilie beim US-Militär dienten, ein Onkel von ihr in Vietnam.
Um sich vom Ausgangsmaterial zu distanzieren, drehte sie den Film auf Englisch. Während das Buch mit einem Aufbruch im Morgengrauen beginnt und mit einer Ankunft in der Abenddämmerung endet, zwischen denen allerdings 30 Jahre liegen, wählte Woodworth für ihre Verfilmung zudem einen kürzeren Zeitraum. Auch das Ende wollte sie ändern. „Ich wollte etwas Mysteriöseres, mit mehr offenen Fragen und mehr Hoffnung“, so die Regisseurin. Woodworth lässt Luka mit einem Off-Kommentar beginnen, in dem der Protagonist erklärt, für den Kampf geboren zu sein und aus dem Abschiedsbrief an seine Mutter vorliest.

### Besetzung

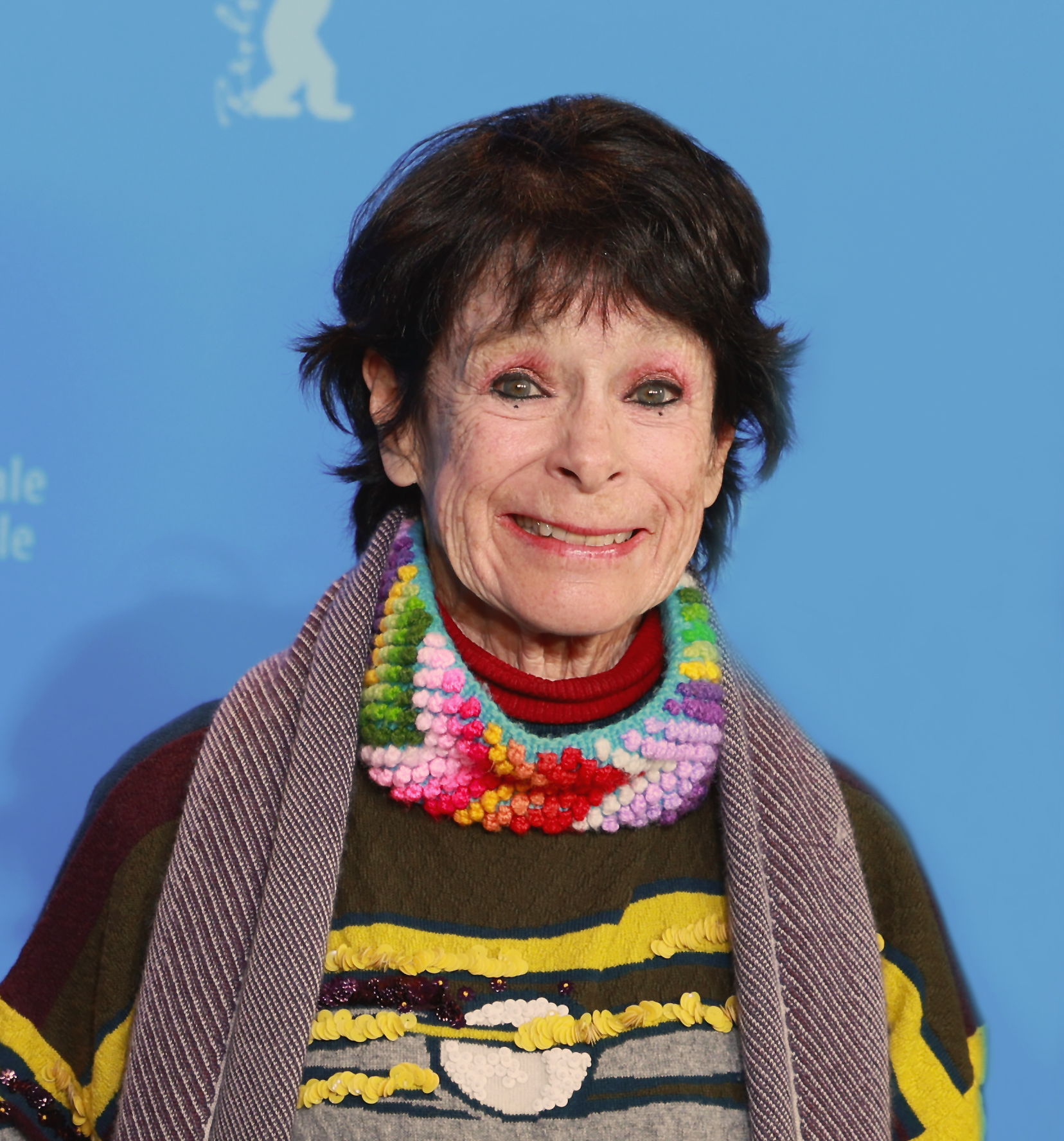
Geraldine Chaplin spielt die Generalin

In der Titelrolle ist der Niederländer Jonas Smulders zu sehen. In Vorbereitung auf die Dreharbeiten wurde Smulders von einem echten Scharfschützen, einem Soldaten der Spezialeinheiten der belgischen Armee, trainiert. Dass die Britin Geraldine Chaplin in einer weiteren Hauptrolle die Generalin spielt, hatte Woodworth bereits während der Drehbuchphase festgelegt, obwohl sie eigentlich wollte, dass sie eine männliche Figur verkörpert. In einer weiteren Hauptrolle ist der Belgier Jan Bijvoet als Sergeant Major Raf zu sehen. Der Belgier Django Schrevens und der Armenier Samvel Tadevossian spielen Geronimo und Konstantin, mit denen sich Luka im Fort anfreundet. Zu den Statisten gehörten Soldaten der italienischen Armee sowie einige Kampfsportler.

### Finanzierung und Dreharbeiten
Die Finanzierung erfolgte durch den Netherlands Film Fund und den Netherlands Film Production Incentive.
Ursprünglich wollte Woodworth den Film in Armenien drehen. Sie hatten bereits umfangreiche Vorbereitungen getroffen, als der bewaffnete Konflikt zwischen Armenien und Aserbaidschan ausbrach. Schließlich erfolgten die Dreharbeiten auf Sizilien. Die Aufnahmen entstanden in einem Teil der Insel, wo US-Soldaten während des Zweiten Weltkriegs stationiert waren. Unter anderem drehte man in einem Steinbruch in Melilli, der im 15. Jahrhundert angelegt und tief in die Berge gehauen wurde. Ein weiterer Drehort war der seit Anfang der 1990er Jahre stillgelegte, im brutalistischen Stil aus Beton erbaute Staudamm im Madonie-Gebirge in Blufi. Diese Orte entsprachen Woodworths Vorstellung von einer postapokalyptischen Welt. Der noch aktive Vulkan Ätna sei im Film der Norden geworden, so die Regisseurin. Als Kamerafrau fungierte die Polin Virginie Surdej, die den Film in Schwarzweiß im Format Super 16 drehte. Zuvor war sie für Maryam Touzanis Film Das Blau des Kaftans tätig.

### Filmmusik und Veröffentlichung
Die Filmmusik, ein Electronica-Soundtrack, komponierte der Italiener Teho Teardo, der im Jahr 2009 für seine Arbeit an Paolo Sorrentinos Film Il Divo mit dem David di Donatello ausgezeichnet wurde.
Die Premiere des Films erfolgte am 29. Januar 2023 beim Internationalen Film Festival Rotterdam, wo er im Big Screen Competition gezeigt wird. Dort stellte Woodworth zwei Jahre zuvor bereits ihren Film The Barefoot Emperor vor. Kurz zuvor wurde von Films Boutique der erste Trailer vorgestellt. Im März 2023 wurde Luka beim Sofia Film Festival und Anfang Juli 2023 beim Brussels International Film Festival gezeigt. Am 9. Juli 2023 eröffnete er das Filmfestival „Goldene Aprikose“. Im Oktober 2023 wurde Luka beim Sitges Film Festival vorgestellt. Im November 2023 wurde der Film beim Internationalen Filmfestival Thessalonik gezeigt.

## Auszeichnungen
Brussels International Film Festival 2023
- Nominierung im Nationalen Wettbewerb
- Auszeichnung für die Beste Kamera (Virginie Surdej)[17][21]

Filmfestival „Goldene Aprikose“ 2023
- Nominierung im Internationalen Spielfilmwettbewerb[18]

Film Festival Oostende 2023
- Nominierung als Bester Film im LOOK!-Competition (Jessica Woodworth)[22]

Fünf Seen Filmfestival 2023
- Nominierung im Wettbewerb[23]

International Film Festival Rotterdam 2023
- Nominierung im Big Screen Competition[14]